# Merla de Guatemala
La merla de Guatemala (Turdus infuscatus) és un ocell de la família dels túrdids (Turdidae). Habita la selva pluvial i boscos de roures a les muntanyes de Mèxic, des de l'estat de Guerrero, cap al sud fins a Guatemala, el Salvador i oest i centre d'Hondures.